# Lappajärven Veikot
Lappajärven Veikot (LaVe) är en idrottssförening i Lappajärvi i Södra Österbotten, den grundades 1911. Föreningen är indelad i åtta avdelningar: skidor och rodd, brottning, friidrott, boboll, bollsport, konditionsidrott, judo samt volleyboll.